# Anthrachinon-Verfahren
Das Anthrachinon-Verfahren ist eine auf das AO-Verfahren der I.G. Farben zurückgehende Methode zur Herstellung von Wasserstoffperoxid.

## Verfahren
Im Prinzip basiert die technische Herstellung mittels dieses Verfahrens ebenso auf der Reduktion von Sauerstoff, wie bei der direkten Synthese aus den Elementen. Statt des Wasserstoffs selbst wird jedoch ein 2-Alkyl-Anthrahydrochinon (zum Beispiel 2-Ethylanthrachinon) verwendet, das zuvor aus dem entsprechenden 2-Alkyl-Anthrachinon durch katalytische Hydrierung mit Palladium hergestellt wurde, welches mit Sauerstoff in der organischen Phase unter Rückbildung des Anthrachinons zu Wasserstoffperoxid reagiert. Als Alkylgruppen (R-) werden unter anderem Ethyl und tert-Butyl verwendet.
Das Wasserstoffperoxid wird anschließend mit Wasser extrahiert und durch fraktionierte Destillation vom Wasser getrennt. Das Wasserstoffperoxid reichert sich dadurch im Rückstand an. Da im letzten Schritt erneut Anthrachinon gebildet wird, wird dieses nicht verbraucht und wirkt daher katalytisch. Die Bruttoreaktion lautet demnach:
{\displaystyle \mathrm {H_{2}+O_{2}\longrightarrow H_{2}O_{2}} }
Durch die Verwendung von Ozon statt Sauerstoff kann man mit diesem Verfahren auch Dihydrogentrioxid herstellen. Problematisch ist die Wahl der Lösungsmittel, da diese sowohl die Chinon-, als auch die Hydrochinonform des Katalysators lösen müssen, aber gleichzeitig möglichst wasserunlöslich, nicht flüchtig und chemisch inert in Bezug auf die Reaktion sein müssen. Es kommt aufgrund dieses Problems zum Beispiel zur Bildung von Nebenprodukten, insbesondere bei der Hydrierung.